# Titularbistum Tabunia
Das Bistum Tabunia (italienisch diocesi di Tabunia, lateinisch Dioecesis Tabuniensis) ist ein Titularbistum der römisch-katholischen Kirche.
Es geht zurück auf einen Bischofssitz der römischen Provinz Mauretania Caesariensis in der gleichnamigen, in Nordafrika gelegenen Stadt Tabunia, der im 7. Jahrhundert mit der islamischen Expansion unterging.
| Nr. | Name                            | Amt                                                 | von             | bis               |
| --- | ------------------------------- | --------------------------------------------------- | --------------- | ----------------- |
| 1   | José Eduardo Alvarez Ramírez CM | Weihbischof in San Salvador (El Salvador)           | 7. Oktober 1965 | 9. Dezember 1969  |
| 2   | Jean-Baptiste Bui Tuân          | Koadjutorbischof von Long Xuyên (Vietnam)           | 15. April 1975  | 30. Dezember 1997 |
| 3   | Jerzy Mazur SVD                 | Apostolischer Administrator von Sibirien (Russland) | 23. März 1998   | 11. Februar 2002  |
| 4   | Leon Mały                       | Weihbischof in Lemberg (Ukraine)                    | 4. Mai 2002     |                   |